# 에드 퀸
에드 퀸(Ed Quinn, 1968년 2월 26일 ~ )은 미국의 배우이다.

## 출연 작품
- 더 라스트 라이트 (2014)
- 오드리 (2014)
- 12 디재스터 (2012)
- 울프맨 : 비스트 헌터 (2012)
- 블러드 아웃 (2011)
- 베헤모스: 괴물의 습격 (2011, Behemoth)
- 더 콜러 (2011)
- 더 레인보우 트라이브 (2008)
- 이웃 (2007)
- 하우스 오브 더 데드 2 (2005)
- 스타쉽 트루퍼스 2 (2004)

### 텔레비전
- 크로싱 조던 (2001-02)
- 어코딩 투 짐 (2004)
- JAG (2004)
- CSI: 과학수사대 (2004)
- CSI: 뉴욕 (2005-06)
- 유레카 (2006-10)
- 트루 블러드 (2009)
- 위기의 주부들 (2010)
- NCIS: 로스앤젤레스 (2011)
- 캐슬 (2012)
- 디 엑시즈 (2014)
- 리벤지 (2015)
- 미스트리스 (2015)
- 투 브로크 걸스 (2016-17)
- NCIS: 뉴올리언스 (2017)